# Etiopia na Letnich Igrzyskach Olimpijskich 2024
Etiopię na Letnich Igrzyskach Olimpijskich 2024 reprezentowało 34 sportowców (16 mężczyzn i 18 kobiet) w 2 dyscyplinach.
Był to 15. występ Etiopii na letnich igrzyskach.

## Medaliści
| Medal | Zawodnik       | Dyscyplina    | Konkurencja         | Rezultat | Data        |
| ----- | -------------- | ------------- | ------------------- | -------- | ----------- |
|       | Tamirat Tola   | Lekkoatletyka | maraton (m)         | 2:06:26  | 10 sierpnia |
|       | Berihu Aregawi | Lekkoatletyka | bieg na 10000 m (m) | 26:43,44 | 2 sierpnia  |
|       | Tsige Duguma   | Lekkoatletyka | bieg na 800 m (k)   | 1:57,15  | 5 sierpnia  |
|       | Tigst Assefa   | Lekkoatletyka | maraton (k)         | 2:22:58  | 11 sierpnia |

### Lekkoatletyka

#### Konkurencje biegowe
| Zawodnik              | Konkurencja                       | Eliminacje | Eliminacje | Repasaże | Repasaże | Półfinał | Półfinał | Finał    | Finał   | Źródło      |
| Zawodnik              | Konkurencja                       | Wynik      | Miejsce    | Wynik    | Miejsce  | Wynik    | Miejsce  | Wynik    | Miejsce | Źródło      |
| --------------------- | --------------------------------- | ---------- | ---------- | -------- | -------- | -------- | -------- | -------- | ------- | ----------- |
| Tsige Duguma          | bieg na 800 m (k)                 | 1:57,90    | 1 Q.       | —        | —        | 1:57,47  | 1 Q.     | 1:57,15  | srebro  | [ 1 ]       |
| Worknesh Mesele       | bieg na 800 m (k)                 | 1:58,07    | 1 Q.       | —        | —        | 1:58,06  | 2 Q.     | 1:58,28  | 6.      | [ 1 ]       |
| Habitam Alemu         | bieg na 800 m (k)                 | 2:02,19    | 7 R.       | 2:02,73  | 6.       | —        | —        | —        | —       | [ 1 ]       |
| Abdisa Fayisa         | bieg na 1500 m (m)                | 3:39,67    | 14.        | 3:36,82  | 10       | —        | —        | —        | —       | [ 2 ] [ 3 ] |
| Samuel Tefera         | bieg na 1500 m (m)                | 3:37,34    | 6 Q.       | —        | —        | 3:33,02  | 9.       | —        | —       | [ 2 ] [ 3 ] |
| Ermias Girma          | bieg na 1500 m (m)                | 3:35,21    | 1 Q.       | —        | —        | 3:40,27  | 12.      | —        | —       | [ 2 ] [ 3 ] |
| Diribe Welteji        | bieg na 1500 m (k)                | 3:59,73    | 1 Q.       | —        | —        | 3:55,84  | 1 Q.     | 3:52,75  | 4.      | [ 4 ]       |
| Gudaf Tsegay          | bieg na 1500 m (k)                | 3:58,84    | 1 Q.       | —        | —        | 3:56,41  | 4 Q.     | 4:01,27  | 12.     | [ 4 ]       |
| Birke Haylom          | bieg na 1500 m (k)                | 4:07,15    | 13 R.      | 4:01,47  | 1 Q.     | 4:03,11  | 10.      | —        | —       | [ 4 ]       |
| Samuel Firewu         | bieg na 3000 m z przeszkodami (m) | 8:11,61    | 2 Q.       | —        | —        | —        | —        | 8:08,87  | 6.      | [ 5 ]       |
| Getnet Wale           | bieg na 3000 m z przeszkodami (m) | 8:18,25    | 3 Q.       | —        | —        | —        | —        | 8:12,33  | 9.      | [ 5 ]       |
| Lemecha Girma         | bieg na 3000 m z przeszkodami (m) | 8:23,89    | 1 Q.       | —        | —        | —        | —        | DNF      | DNF     | [ 5 ]       |
| Sembo Almayew         | bieg na 3000 m z przeszkodami (k) | 9:15,42    | 2 Q.       | —        | —        | —        | —        | 9:00,83  | 5.      | [ 6 ]       |
| Lomi Muleta           | bieg na 3000 m z przeszkodami (k) | 9:10,73    | 5 Q.       | —        | —        | —        | —        | 9:06,67  | 8.      | [ 6 ]       |
| Hagos Gebrhiwet       | bieg na 5000 m (m)                | 14:08,08   | 2 Q.       | —        | —        | —        | —        | 13:15,32 | 5.      | [ 7 ]       |
| Biniam Mehary         | bieg na 5000 m (m)                | 13:51,82   | 2 Q.       | —        | —        | —        | —        | 13:15,99 | 6.      | [ 7 ]       |
| Addisu Yihune         | bieg na 5000 m (m)                | 13:52,62   | 8 Q.       | —        | —        | —        | —        | 13:22,33 | 14.     | [ 7 ]       |
| Ejgayehu Taye         | bieg na 5000 m (k)                | 14:57,97   | 6 Q.       | —        | —        | —        | —        | 14:32,98 | 6.      | [ 8 ]       |
| Medina Eisa           | bieg na 5000 m (k)                | 15:00,82   | 2 Q.       | —        | —        | —        | —        | 14:35,43 | 7.      | [ 8 ]       |
| Gudaf Tsegay          | bieg na 5000 m (k)                | 14:57,84   | 5 Q.       | —        | —        | —        | —        | 14:45,21 | 9.      | [ 8 ]       |
| Berihu Aregawi        | bieg na 10 000 m (m)              | —          | —          | —        | —        | —        | —        | 26:43,44 | srebro  | [ 9 ]       |
| Yomif Kejelcha        | bieg na 10 000 m (m)              | —          | —          | —        | —        | —        | —        | 26:44,02 | 6.      | [ 9 ]       |
| Selemon Barega        | bieg na 10 000 m (m)              | —          | —          | —        | —        | —        | —        | 26:44,48 | 7.      | [ 9 ]       |
| Gudaf Tsegay          | bieg na 10 000 m (k)              | —          | —          | —        | —        | —        | —        | 30:45,21 | 6.      | [ 10 ]      |
| Fotyem Tesfay         | bieg na 10 000 m (k)              | —          | —          | —        | —        | —        | —        | 30:46,93 | 7.      | [ 10 ]      |
| Tsigie Gebreselama    | bieg na 10 000 m (k)              | —          | —          | —        | —        | —        | —        | 30:54,57 | 10.     | [ 10 ]      |
| Misgana Wakuma        | Chód na 20 km (m)                 | —          | —          | —        | —        | —        | —        | 1:19:31  | 6.      | [ 11 ]      |
| Tamirat Tola          | Maraton (m)                       | —          | —          | —        | —        | —        | —        | 2:06:26  | złoto   | [ 12 ]      |
| Deresa Geleta         | Maraton (m)                       | —          | —          | —        | —        | —        | —        | 2:07:31  | 5.      | [ 12 ]      |
| Kenenisa Bekele       | Maraton (m)                       | —          | —          | —        | —        | —        | —        | 2:12:39  | 39.     | [ 12 ]      |
| Tigst Assefa          | Maraton (k)                       | —          | —          | —        | —        | —        | —        | 2:22:58  | srebro  | [ 13 ]      |
| Amane Beriso Shankule | Maraton (k)                       | —          | —          | —        | —        | —        | —        | 2:23:57  | 5.      | [ 13 ]      |
| Alemu Megertu         | Maraton (k)                       | —          | —          | —        | —        | —        | —        | DNF      |         | [ 13 ]      |

### Pływanie
| Zawodnik            | Konkurencja           | Eliminacje | Eliminacje | Półfinał | Półfinał | Finał | Finał | Źródło |
| Zawodnik            | Konkurencja           | Czas       | Poz.       | Czas     | Poz.     | Czas  | Poz.  | Źródło |
| ------------------- | --------------------- | ---------- | ---------- | -------- | -------- | ----- | ----- | ------ |
| Lina Alemayehu Selo | 50 m st. dowolnym (k) | 31,87      | 68.        | NQ       | NQ       | NQ    | NQ    | [ 14 ] |